# Henry Seiling
Henry Seiling foi um praticante de cabo de guerra dos Estados Unidos. Nos Jogos Olímpicos de Verão de 1904, fez parte da equipe que conquistou a medalha de ouro da modalidade. Seu irmão, William Seiling, também disputou o torneio, ficando com a medalha de prata.